# Ulcisia

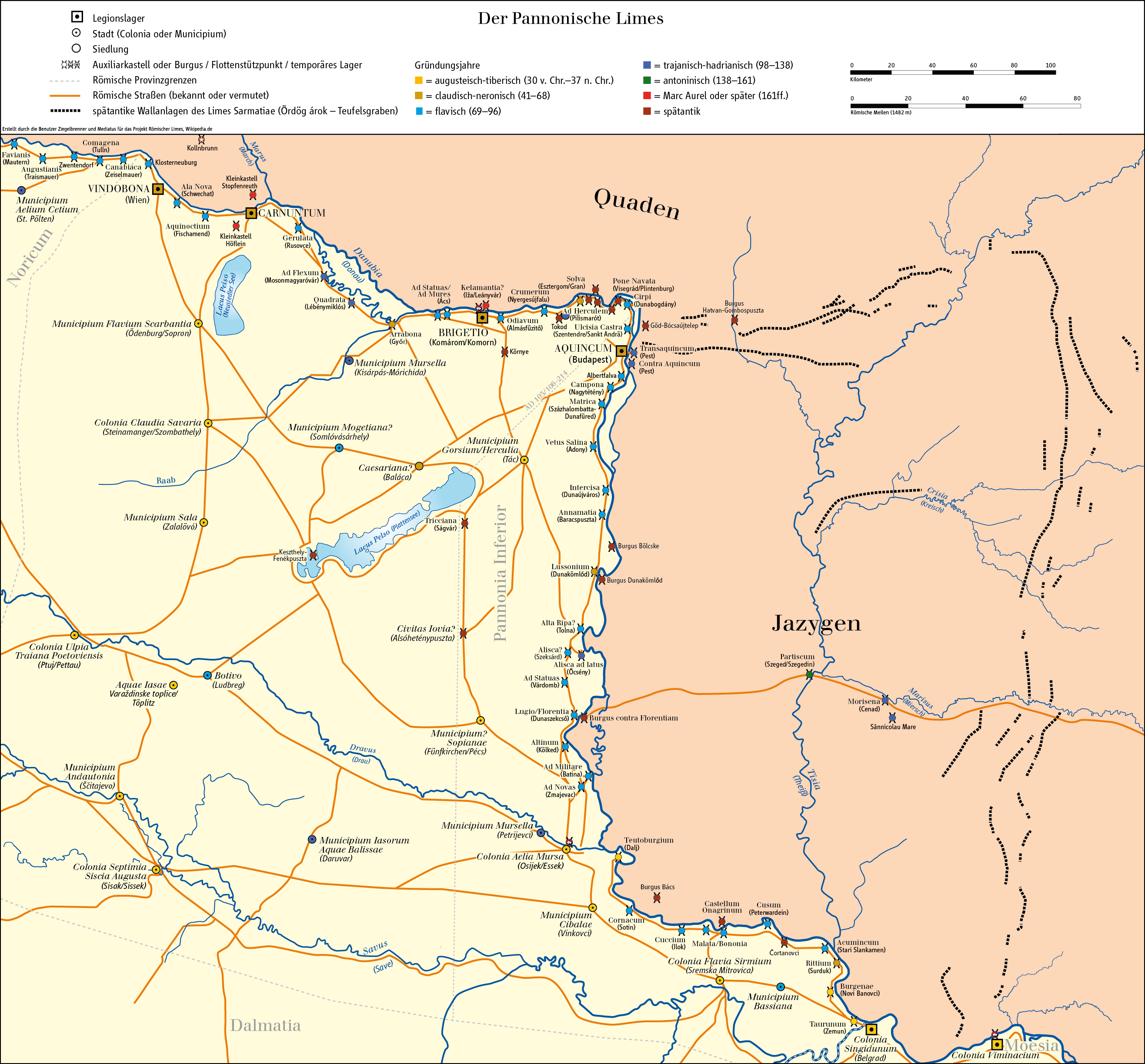
Ulcisia Castra a római limes térképén

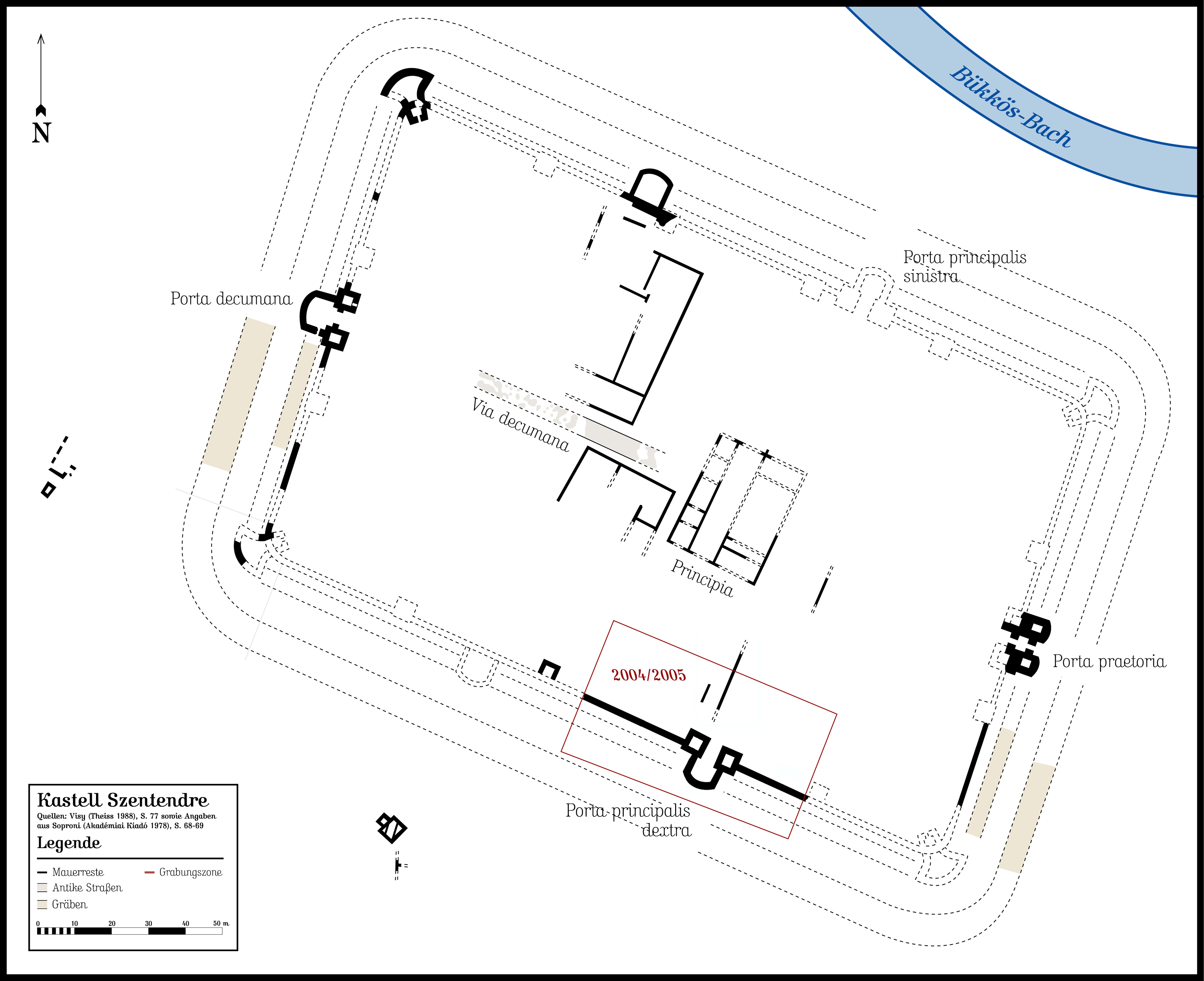
Ulcisia Castra alaprajza Szentendre belvárosától délnyugatra

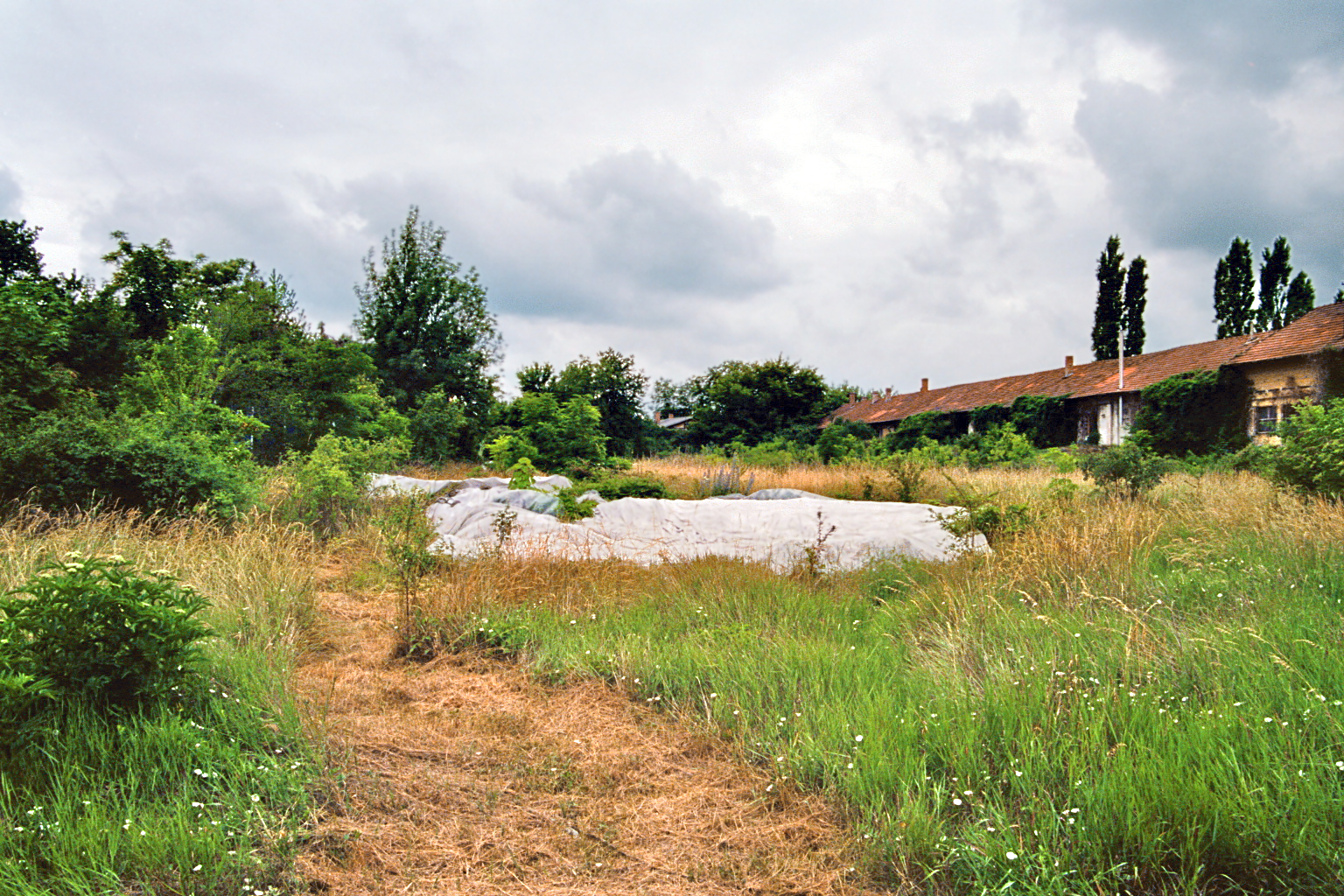
Szentendre, Ulcisia Castra maradványai

Ulcisia egykori római erőd a mai Szentendrén található, a katonai erőd a római korban Pannonia Duna menti limesének része volt. Gyakran Ulcisia Castra néven említik, azonban a castra nem egy kételemű név alkotója, hanem egyszerű szövegközi jelzője a településnek.

## Fekvése
Szentendre  belvárosától délnyugatra, a Bükkös patak feletti déli dombon feküdt.

## Nevének eredete
Neve az illír ulk szó latinos változata, jelentése Farkas.

## Története
Ulcisia helyén előzőleg eraviszkusz település állt. A rómaiak által itt felépített erőd a germán-szarmata betörések védelmére épült 322-334 között, valószínű, hogy Nagy Konstantin, vagy II. Constantinus császár idejében, az észak-déli Alsó-Pannoniához és Aquincumhoz kapcsolódó római út fő tengelyében épült. 
A római katonai tábor első nyomainak fából és földből épült szerkezetének feltárására 1993-ban került sor, mely szerint az erőd építési munkálatai Domitianus vagy Traianus (a 81. és a 117. AD) idején kezdődtek.
Az  itt felépült tábor a védelmi erődrendszer legfontosabb erősségei közé tartozott. Gyors fejlődését kedvező földrajzi adottsága, a főváros közelsége, a főút melletti fekvése tette lehetővé. A település eredetileg két részből állt, vagyis a katonai tábor közelében egy polgári város is kialakult, ahol a katonák hozzátartozói, továbbá a kézművesek, kereskedők laktak.

## Ulcisia leírása
A tábor régészeti feltárására a 20. század harmincas-negyvenes éveiben került sor. A nagyjából trapéz alakú tábor 205 méter hosszú és 134 méter széles alapterületen feküdt. Egy-másfél méter széles fal vette körül, sarkait és oldalait bástyákkal erősítették meg. 
Ulcisiának két főkapuja volt, azonban mind a négy oldalán volt kapu. A keleti oldalon lévő főkaput (porta praetoria) két négyszögletes kaputorony szegélyezte. A hátsó főkapu (porta decumana) a polgári településhez vezetett, mely egy széles út  mentén álló kisméretű, négyszögletes alaprajzú lakóházakból állt. A tábor a 2. század elején épült, de a következő évszázadokban többször átépítették, melyet a különféle bélyeges téglák is bizonyítanak, és azt is, hogy a táborlakók a 3. és a 4. században komolyabb újjáépítési munkákat végeztek. A Római Birodalom itteni határszakaszát védő tábori helyőrségek a feltárások adatai szerint különféle légiókból kerültek ki, és többször is változtak az évszázadok alatt. Az itt állomásozó cohorsok közül ismert a szír ezred, a dalmáciai lovas ezred és az aquincumi segédlégió egyik részlege is. 
Kr.u. 270-ben a kvád, vandál, szarmata és jazig törzsek inváziói során az erőd súlyosan megsérült. Ez események után az erődítményeket ismét átépítették. Az erőd nevét később, biztosan nem tudható, hogy mikor; Nagy Konstantin, vagy II. Constantine idejében-e, de Constantia névre változtatták.